# Stazione di Felegara-Sant’Andrea Bagni
Stazione di Felegara-Sant'Andrea Bagni vasútállomás Olaszországban, Felegara településen.

## Vasútvonalak
Az állomást az alábbi vasútvonalak érintik:
- Fidenza-Fornovo-vasútvonal

## Kapcsolódó állomások
A vasútállomáshoz az alábbi állomások vannak a legközelebb:
- Stazione di Medesano
- Stazione di Fornovo